# Kanzleistraße 4 (Wernigerode)

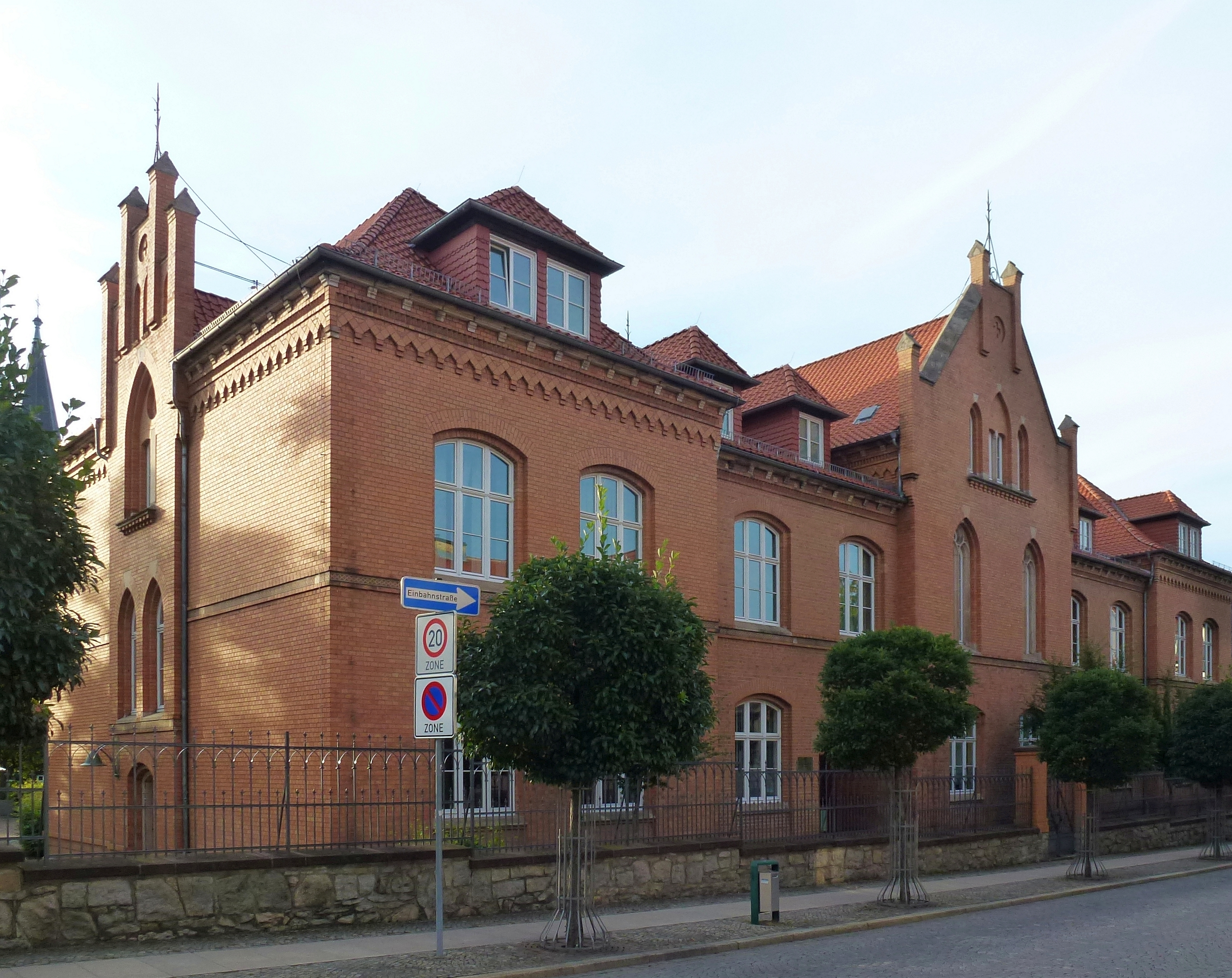
Landesmuseum für Musik Wernigerode, Kanzleistraße 4

Das Haus Kanzleistraße 4 ist ein denkmalgeschütztes Haus in Wernigerode, Landkreis Harz, in Sachsen-Anhalt. Es wird heute als Hauptgebäude des Landesgymnasium für Musik genutzt.

## Lage
Die Kanzleistraße 4 befindet sich im südlichen Teil der Wernigeröder Innenstadt unweit der Sylvestrikirche.

## Architektur und Geschichte
Es handelt sich um ein massives Backsteingebäude aus dem ausgehenden 19. Jahrhundert.
Am 5. Mai 1890 fand die feierliche Grundsteinlegung für das neue Schulgebäude unweit des städtischen Gefängnisses statt. Der Entwurf des Gebäudes erfolgte unter maßgeblicher Beteiligung des gräflich-stolbergischen Baurates Eduard  Messow. Die Art, in welcher die ersten drei Hammerschläge für den Neubau getan wurden, zeigt deutlich, welche Stellung dem Grafenhaus damals zu kam, denn als Patron tätigte Graf Otto zu Stolberg-Wernigerode den ersten Hammerschlag, ihm folgte sein Konsistorialrat und erst dann der Bürgermeister und die städtischen Behörden.
Nach nur 15-monatiger Bauzeit wurde die höhere Töchterschule feierlich eingeweiht.
Der Wernigeroder Stadtbaurat Deistel projektierte im Jahre 1904 den Anbau des heute noch vorhandenen Toilettentraktes an dieser besagten Schule. Der Anbau war nötig geworden, weil damals von städtischer Seite der Plan bestand, zur Verbesserung der Verkehrsverhältnisse eine Straßenverbindung zwischen Marktstraße und heutiger Forkestraße herbeizuführen. Man legte damals die Kanzleistraße an. Nun sollte diese geplante neue Straße direkt über den Hof der höheren Töchterschule verlaufen. Dort stand jedoch genau im Wege das damals noch außerhalb der Schule befindliche Toilettenhäuschen. Man beseitigte es kurzerhand, und Stadtbaurat Deistel sorgte dafür, dass die Schülerinnen innerhalb des Gebäudes einen modernen Toilettenanbau erhielten.
Aus Anlass des 70. Geburtstages der verwitweten Fürstin Anna zu Stolberg-Wernigerode im Jahre 1907 erhielt diese Schule den Namen Fürstin-Anna-Lyzeum. Heute befindet sich in diesem gelb-orangen Backsteingebäude das Landesgymnasium für Musik Wernigerode.
Im örtlichen Denkmalverzeichnis ist das Haus als Baudenkmal unter der Erfassungsnummer 094 03239 verzeichnet.